# Alfred Dominicus Pauli
Alfred Dominicus Pauli (né le 7 août 1827 à Lübeck, mort le 20 novembre 1915 à Brême) est sénateur et bourgmestre de Brême.

## Biographie
Alfred Dominicus Pauli est le fils de l'historien du droit Carl Wilhelm Pauli, juge de l'Oberappellationsgericht der vier Freien Städte à Lübeck. Il obtient l'abitur au lycée Sainte-Catherine de Lübeck en 1846. Il étudie le droit à Iéna, Berlin et Göttingen. Il a un doctorat en 1852 à Lübeck et est entre temps en 1848 secrétaire d'un Landvogt. En 1853, il devint conseiller juridique de la Chambre de commerce de Brême et secrétaire du tribunal de 1855 au tribunal pénal de Brême. Il commente la loi pénale de Brême et travaille en 1863 à la rédaction d'un code de procédure pénale de Brême. Il est procureur en 1864 puis juge en 1868.
Pauli entre au Bürgerschaft de Brême en 1854 et est secrétaire.
En 1872, il devient sénateur de Brême. Il sert dans plusieurs délégations et commissions : police, armée, prison, éducation et justice. Il dirige les négociations avec la Chambre de commerce de Brême, préside la commission des affaires avec les autres états de l'Empire allemand et étrangères et représente Brême au Bundesrat. En matière commerciale et douanière, il défend les intérêts de Brême dans l'intégration à la Confédération de l'Allemagne du Nord et à l'Empire allemand.
Entre 1882 et 1918, les bourgmestres sont élus par le Sénat parmi ses membres pour une année civile, mais peuvent effectuer plusieurs fois leurs fonctions. Pauli est sept fois en 1891, 1896, 1898, 1903, 1905, 1908 et 1910 pour un an le bourgmestre de Brême. Le politicien conservateur prend sa retraite en 1910.
Pauli est en 1875 président de la fondation Rohland (du nom de l'homme d'affaires Julius Rohland), qui a pour but l'embellissement de la ville de Brême et en 1892, président de la Commission pour la conservation des monuments historiques et culturels. En 1909, également sur sa suggestion, une loi pour la protection des monuments à Brême est votée.
Il est le père de l'historien d'art Gustav Pauli et du diplomate Adolf Pauli.

## Source, notes et références
- (de) Cet article est partiellement ou en totalité issu de l’article de Wikipédia en allemand intitulé « Alfred Dominicus Pauli » (voir la liste des auteurs).